# Регіна Езера
Регіна Езера (Регіна Робертівна Кіндзуле) (латис. Regīna Ezera 20 грудня 1930, Рига, Латвія — 11 червня 2002, Кегумс, Латвія) — латвійська письменниця, заслужений працівник культури Латвійської РСР (1974), Народний письменник Латвійської РСР (1981). Кавалер Ордена Трьох Зірок IV ступеня.

## Біографія
Регіна Езера народилася 20 грудня 1930 року в Ризі в сім'ї столяра Роберта і медсестри Луції Шамрето. У 1944 році сім'я була вивезена на роботи в Німеччину. Коли навесні 1945 року американці вивозили «переміщених осіб» далі на Захід, вона з батьками втекла з ешелону і залишилася в радянській зоні окупації. Восени 1945 року вона повернулася до Риги.
Закінчила журналістське відділення історико-філологічного факультету Латвійського державного університету (1955). Працювала в газеті «Pionieris» (1954—1957). Перша публікація під псевдонімом Езера (латв. — ezers, рос. — озеро) — розповідь «Pat īkšķis nelīdzēja» в дитячому журналі «Bērnība» («Дитинство») (1955). Перша видана книга — збірка оповідань «Un ceļš vēl kūp» (1961). Перший роман «Під весняним небом» вийшов в 1961 році. Член Спілки письменників Латвії з 1961 року .
У 1963 році опублікований другий роман письменниці — «Їх було три».
Книги Регіни Езер неодноразово видавалися в перекладі на російську мову ризьким видавництвом «Liesma», московськими «Известия» (в серії Бібліотека «Дружби народів») і «Радянський письменник».
У 1976 році за романом «Колодязь» на Ризькій кіностудії режисером Гунаром Цілінскім було знято художній фільм «Соната над озером». У 1996 році на Латвійському телебаченні режисером Талівалдісом Маргевічем була екранізована книга «Яйце дракона», в одній з ролей знялася Регіна Езера.
Сім'я:
перший чоловік — колишній легіонер Екаба Ласенберг;
другий чоловік — журналіст і перекладач Чеслав Кіндзуліс (Česlavs Kindzulis).
Три дочки: Інесе, Ілзе і Айя.
З 1978 року жила в сільській місцевості в своєму сільському будинку, недалеко від Риги — на хуторі «Оленячий» під містечком Кегумсом.
Пішла з життя 11 червня 2002 року. Похована на Томеському кладовищі в околицях Кегумса.
У будинку письменниці в 2003 році був відкритий меморіальний музей.

## Визнання і нагороди
- Літературна премія ім. Е. Вейденбаум (1968)
- Державна премія Латвійської РСР в галузі літератури (1972)
- Заслужений діяч культури Латвійської РСР (1974)
- Народний письменник Латвійської РСР (1981)
- Кавалер Ордена Трьох Зірок IV ступеня (1995)
- Внесена в Латвійський культурний канон

##### Оповідання
- «Zilonis»
- «Un ceļš vēl kūp» (1961)
- «Daugavas stāsti» (1965)
- «Aiztek Gaujas ūdeņi, aiztek» (1968)
- «Saules atspulgs» (1969)
- «Grieze — trakais putns» (1970)
- «Nakts bez mēnesnīcas» (1971)
- «Pavasara pērkons» (1973)
- «Vasara bija tikai vienu dienu» (1974)
- «Cilvēkam vajag suni» (1975)
- «Baraviku laika dullums» (1978)
- «Slazds» (1979)
- «Princeses fenomens» (1985)
- «Pie klusiem ūdeņiem» (1987)

##### Романи
- «Zem pavasara debesīm» («Під весняним небом») (1961)
- «Viņas bija trīs» (1963)
- «Dzilnas sila balāde» (1968)
- «Aka» (1972)
- «Zemdegas» (1977)
- «Mežābele» (1966)
- «Izlase» (1979)
- «Nostalģija» (1979)
- «Saulespuķes no pērnās vasaras» (1980)
- «Varmācība» (1982)
- «Nodevība» (1984)
- «Dzīvot uz savas zemes» (1984)
- «Virtuvē bez pavārgrāmatas» (1989)
- «Stāsti un noveles» (1990)
- «Visticamāk, ka ne …» (1993)
- «Zvaigžņu lietus» (1994)
- «Pūķa ola» (1995)
- «Visticamāk, ka jā …» (1996)
- "Mazliet patiesības. Nedaudz melu … "(1997)

##### Зібрання творів
- «Raksti, I» (2000)
- «Raksti, II» (2001)